# アーティフェクス (工作艦)
アーティフェクス（HMS Artifex, F28）はイギリス海軍の工作艦。艦名はラテン語で「芸術家」の意味。元はキュナード・ラインの客船「オーラニア」（RMS Aurania）であった。

## 艦歴

### 客船オーラニア
「アーティフェクス」の前身である「オーラニア」（RMS Aurania）は、第一次世界大戦後にキュナード・ラインが6隻建造したA級客船の1隻として、1924年2月6日スワン・ハンター・アンド・ウィガム・リチャードソンウォールズエンド・オン・タイン造船所で進水した。1934年にキュナード・ラインとホワイト・スター・ラインが合併したため、「オーラニア」も新たに誕生したキュナード・ホワイト・スター・ラインで活動することになった。

### 仮装巡洋艦として
第二次世界大戦の脅威が迫ったことで「オーラニア」は1939年8月30日に海軍本部に徴用され、イギリス海軍の仮装巡洋艦「オーラニア」（HMS Aurania, F28）として6インチ主砲を始めとする武装が搭載された。改装作業は1939年10月2日に完了した。就役後は北大西洋の船団護衛任務に就いた。当初は北方海域の哨戒、続いてバミューダ及びハリファックス護衛部隊、さらに北大西洋護衛部隊の任務に充てられた。
1941年10月21日、「オーラニア」はハリファックスからクライドへ向かうSL 89船団の護衛として出航した。「オーラニア」は他の4隻の仮装巡洋艦と共に船団の後方に陣取っていたが、そこでラインハルト・ハーデガン率いるドイツ海軍のUボート「U-123」に発見された 。「U-123」は午前4時28分に「オーラニア」に対して魚雷3本を発射、うち2本が「オーラニア」の艦首と艦橋下に命中した。「オーラニア」の第3船倉に浸水が始まり、艦体は左舷に25度傾斜した。しかし、「オーラニア」の積荷であった空のドラム缶が浮力材の役割を果たしたため沈没は免れた。艦長アイヴァン・ウォルター・ホワイトホーン大佐は艦の傾斜を15度まで回復させることに成功し、「オーラニア」は再び航行を続けた。その間、「U-123」は船団の他の護衛艦艇によって追い払われた 。
混乱の中で「オーラニア」から6名の乗員が乗った1艘の救命ボートが降ろされたが、そのボートは着水したとたんに浸水してしまった。護衛艦艇の1隻であったハント級駆逐艦「クルーム」（HMS Croome, L62）が3名を救助したものの残りは見つからなかった。数時間後、「U-123」が沈みかけたボートに近付き、生存者1名を発見して捕虜にした 。傷ついた「オーラニア」はスループ「トットランド」（HMS Totland, Y88）に護衛されながら10月23日にロスシー湾へ着いた 。「オーラニア」は生き延びたものの、ドイツ側は「オーラニア」を撃沈したと主張した。

### 工作艦アーティフェクス
「オーラニア」は1941年11月から1942年3月までプリマス管区で過ごした 。その後「オーラニア」は1942年3月24日に海軍本部によって購入され、重工作艦への改装が決定する。改装は同年12月から開始され1944年7月に完了。「オーラニア」は1944年8月に「アーティフェクス」（HMS Artifex, F28）と改名の上で、太平洋戦線へ投入されるための公試を行った。
「アーティフェクス」は1945年初頭にイギリス太平洋艦隊へ加入するため出航、3月までにアドミラルティ諸島のマヌス島に配備され、同地で第57任務部隊の艦艇を支援した 。
次いで「アーティフェクス」は4月19日にレイテ島へ向かい、先島諸島の日本軍飛行場を攻撃する艦艇の支援を実施。5月20日に再びマヌス島へ戻るまで4月と5月のほとんどをそこで過ごした。「アーティフェクス」は終戦までマヌス島で活動を続け、9月に太平洋艦隊での任務を解かれ本国へ帰還した。

### 戦後
「アーティフェクス」は本国帰還後も活動し、ロサイスの訓練施設HMSカレドニア（HMS Caledonia）で技術兵の養成訓練に用いられた。「アーティフェクス」は練習艦として1955年まで運用された後に退役、予備役編入される。その後も「アーティフェクス」は母艦として用いられていたが、最終的に工廠で除籍の上で廃棄リストに載り、1960年12月28日にスクラップとしてBISCOへ売却された。年が明けた1961年1月7日、曳航された「アーティフェクス」の艦体は解体地であるイタリアのラ・スペツィアへ最後の航海に向かった。